# Llotja d'Alcanyís
La llotja de Alcanyís és un edifici del gòtic tardà aragonès del segle xv de la localitat d'Alcanyís, a la província de Terol (Aragó). Al costat de la casa consistorial, edifici renaixentista, forma un conjunt monumental situat al centre històric de la localitat, al costat de la col·legiata de Santa Maria.
Actualment, és considerada com BIC (Bé d'Interès Cultural); va ser declarada Monument historicoartístic pertanyent al Tresor Artístic Nacional mitjançant decret de 3 de juny de 1931. El 2004 es va publicar una nova declaració d'entorn.
La llotja data del segle xv i consta d'un pis baix obert per mitjà de tres grans arcs apuntats al pòrtic, decorats amb arquets menors en l'intradós, en la seva part interna. Dos dels arcs són lobulats, i el pis està cobert amb voltes de creueria.
El pis superior, a manera de galeria aragonesa d'amplis arcs de mig punt amb columna, es va afegir al segle xvi arran de la construcció de la casa consistorial. Finalment, presenta com a rematada un ràfec molt volat amb llunetes i òculs del segle xviii.
El seu interior ha sofert moltes remodelacions i en l'actualitat acull les dependències administratives de l'empresa Foment d'Alcanyís SLU (de capital 100% municipal) i els despatxos dels partits polítics del consistori, així com altres dependències de l'Ajuntament de la capital baixaragonesa.